# Политипаж
Политипа́ж (фр. polytypage) — типовой книжный декор для многократного использования в разных изданиях. Как правило, политипаж более или менее изобразителен: это заставка, виньетка или даже целая иллюстрация. В противном случае, уместнее использовать термин «наборный орнамент».

## История политипажа
Многократное использование одной и той же гравюры появляется в первых иллюстрированных книгах, то есть во второй половине XV столетия. Для того было много причин. Ц. Г. Нессельштраус пишет:

Каждый типограф стремился извлечь как можно больше дохода из имеющегося у него фонда литер и клише. История книжного дела XV столетия свидетельствует о распространении многократного использования досок при переиздании книг как первоначальным владельцем, так и другими типографами, унаследовавшими или купившими клише… [Это говорит] о том, что, как и шрифты, они рассматривались… как своего рода товар. В некоторые случаях создавались специально типовые изображения, пригодные для титульных гравюр, как, например, «Учитель с учениками», «Портреты» авторов, изображения властителей среди подданных, сцены проповеди и т. п.

Кроме того, своеобразие ранней книжной гравюры — средневековая аскетичность, чуждость индивидуальному, — позволяла многократно использовать её не только в разных книгах, но даже в разных частях одной книги. Так, Нессельштраус пишет о книге «Четыре истории», напечатанной в 1462 году Альбрехтом Пфистером: «Книга украшена 61 гравюрой, из которых 9 являются повторениями. При этом представленные одной и той же гравюрой сюжеты нередко бывают весьма различными… Так, например, повозка с путниками обозначает в одном случае прибытие Иакова в Египет, а в другом — перевоз его праха в Ханаан… группа людей с ношей изображает в одном случае братьев Иосифа, возвращающихся с дарами, а в другом — иудеев с военной добычей…».
Этот ранний период, когда книжная иллюстрация сливается с понятием политипажа, является уникальным в истории книгопечатания. В последующие же эпохи в качестве политипажа выступают виньетка, начальная заставка. К политипажам можно отнести и буквицы.

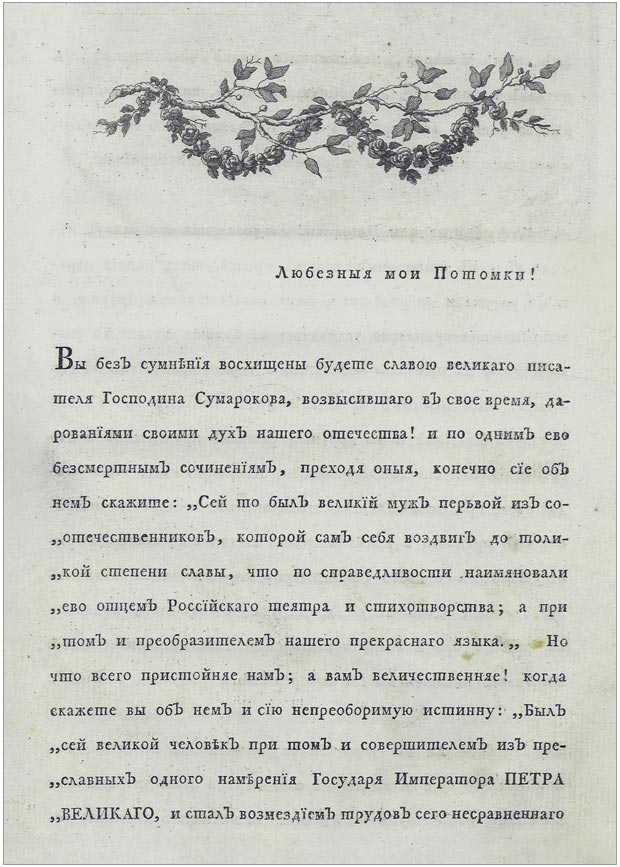
Страница из русской книги конца XVIII века. Рисунок наверху страницы — политипаж

Политипажи использовались в эпоху расцвета русского книгопечатания — во второй половине XVIII и в начале XIX века. В то время у каждой типографии был небольшой набор красивых виньеток и заставок. Так как искусство книгопечатания само по себе является искусством повторения, где красота достигается разумным соотношением многочисленных повторяющихся элементов (страниц, литер шрифта, наборных полос, орнамента и другого декора), то редкие, но повторяющиеся политипажи, связанные по характеру рисунка с шрифтом, выглядели очень уместно. Однако к середине XIX века, наряду с общим упадком искусства книгопечатания, в типографиях резко возрастает количество политипажей. Так, в типографии Ревильона количество типовых украшений доходило до 2000. Ю. Я. Герчук характеризует это как «упадок стиля». Многочисленные виньетки, заставки из разных эпох, плохо связанные с текстом, с оформлением книги стали основной характерной чертой типичной книги XIX века. Такую форму взаимодействия книжного декора с текстом, где «декор слабо связан с содержанием книги», «принято называть теперь украшательством».

## Политипаж в современной типографике
Типографику XX века Я. Чихольд назвал «аскетичной», что выражается, помимо прочего, в почти полном отсутствии украшений на страницах обычных книг. Однако политипажи по-прежнему могут и должны использоваться в художественной литературе, где они, наряду с другим книжным декором, орнаментом «при соблюдении меры и такта… помогают воссоздать дух эпохи, в которой действуют герои».